# Hebeloma domardianum
Hebeloma domardianum là một loài nấm ở Hymenogastraceae.